# Койэтт, Фредерик
Фредерик Койэтт (нидерл. Frederick Coyett, Стокгольм, 1620 — Амстердам, 1687) — последний голландский губернатор о. Формоза (Тайвань), форпоста голландской Ост-Индии в середине XVII в. Автор уникальной монографии «Потерянная Формоза…» (нидерл. 't Verwaerloosde Formosa). Сын шведа Елисея Койэтта, генерал-фельдценхмейстера на Русской службе у царя Михаила Феодоровича (1629—1634). Отец будущего губернатора и директора о-вов Банда и Амбон, автора рассказа «Посольство Кунраада фан-Кленка к царям Алексею Михайловичу и Феодору Алексеевичу» Бальтазара Койэтта (нидерл. Balthazar Coyett).

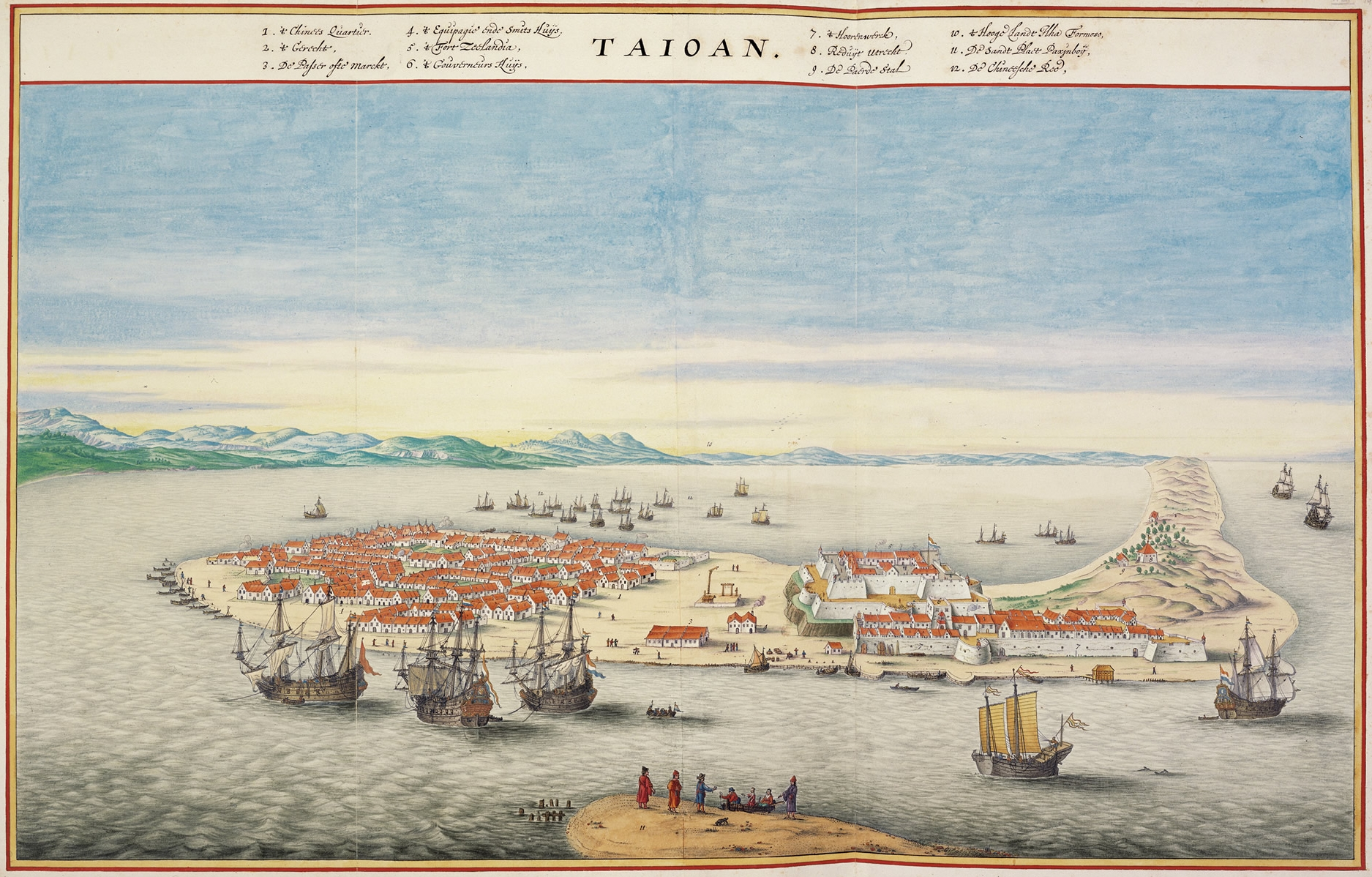
Формоза, 1640 г.

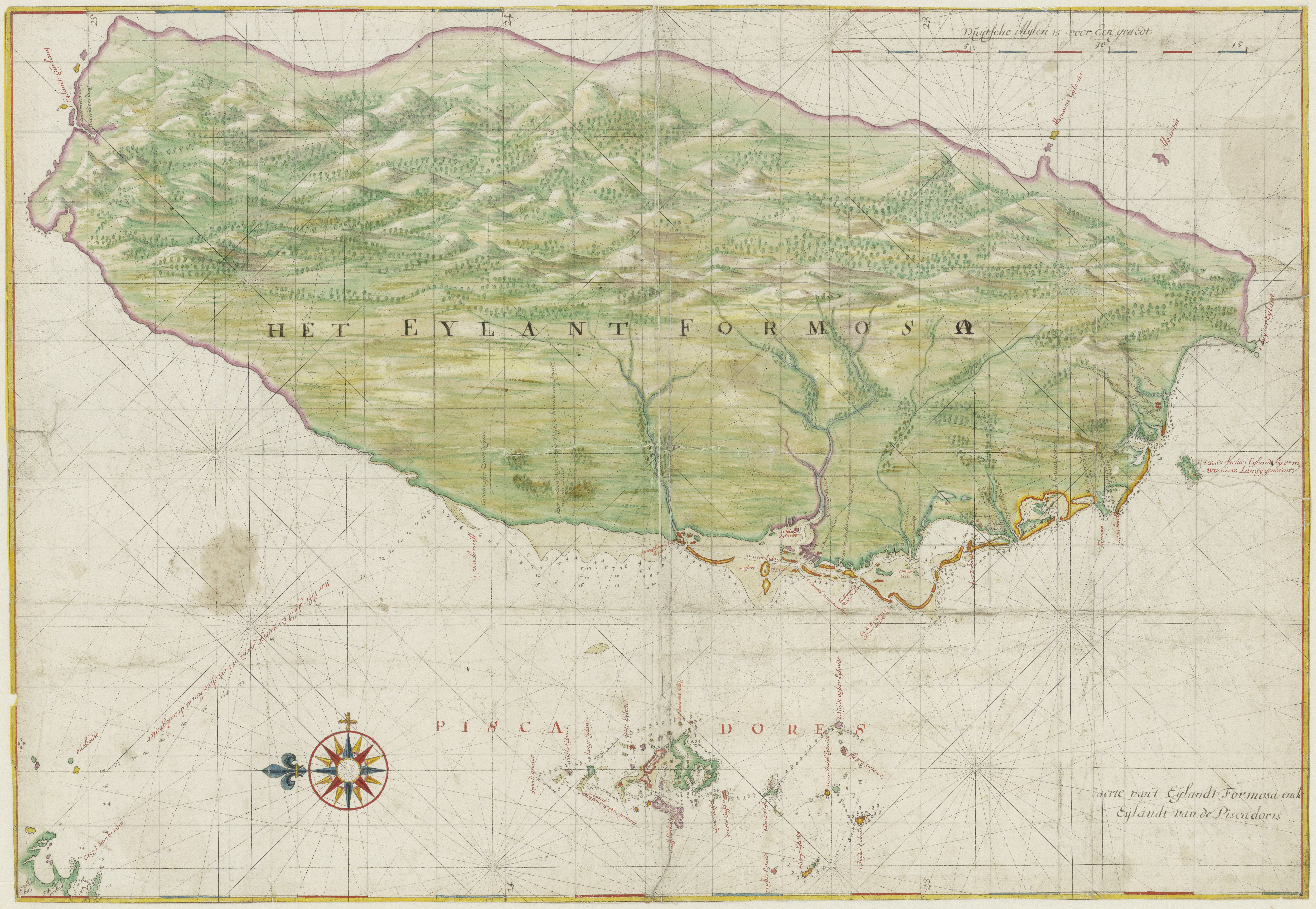
Карта о. Формоза (Тайвань), Голландская Ост-Индия, 1640 г.

## Биография
Фредерик принадлежит к роду Койэттов из герцогства Брабант. Один из его представителей, Юлий Койэтт в 1535 году сражался с маврами в Африке и заслужил орден Золотого Руна. Позже, спасаясь от религиозных преследований, Койэтты бежали в Швецию. В XVII веке один из них, Юлий (также Елисей, Gillis Coijet) Койэтт, с разрешения короля Карла IX поступил на службу русского царя Михаила Феодоровича. У него было три сына:
- Петр Юлий (Petrus Julius) — шведский министр и дипломат († в Бреде в 1667 г.)[1]
- Фредерик (Frederick) — губернатор о. Формоза;
- Отто (Otto) — московский купец, стеклозаводчик.

В «Armorial general» Й. Б. Ритсапа упоминается шведский дворянский род Койэттов, с 1706 г. ставших баронами (по-видимому, это линия брата Фредерика — Петра Юлия). Мужская линия рода, однако, прерывается в 1782 году. Ритсап, впрочем, упоминает и о голландской линии рода, не указывая, однако, местность когда жили эти Койэтты (скорее всего, это и есть потомки Фредерика и его сына Бальтазара).

### Последний губернатор Формозы
Родившись в Стокгольме, Фредерик Койэтт почти всю жизнь провёл в азиатских колониях Нидерландов. По справкам из архива Ост-Индской компании, которые приводит Дельфтский профессор J. E. Heeres, Фредерик женился на Сюзанне Будэнс (1622—1656) из Гааги, которая в 1650 году родила ему на о. Формоза единственного сына Бальтазара (нидерл. Balthazar Coyett).

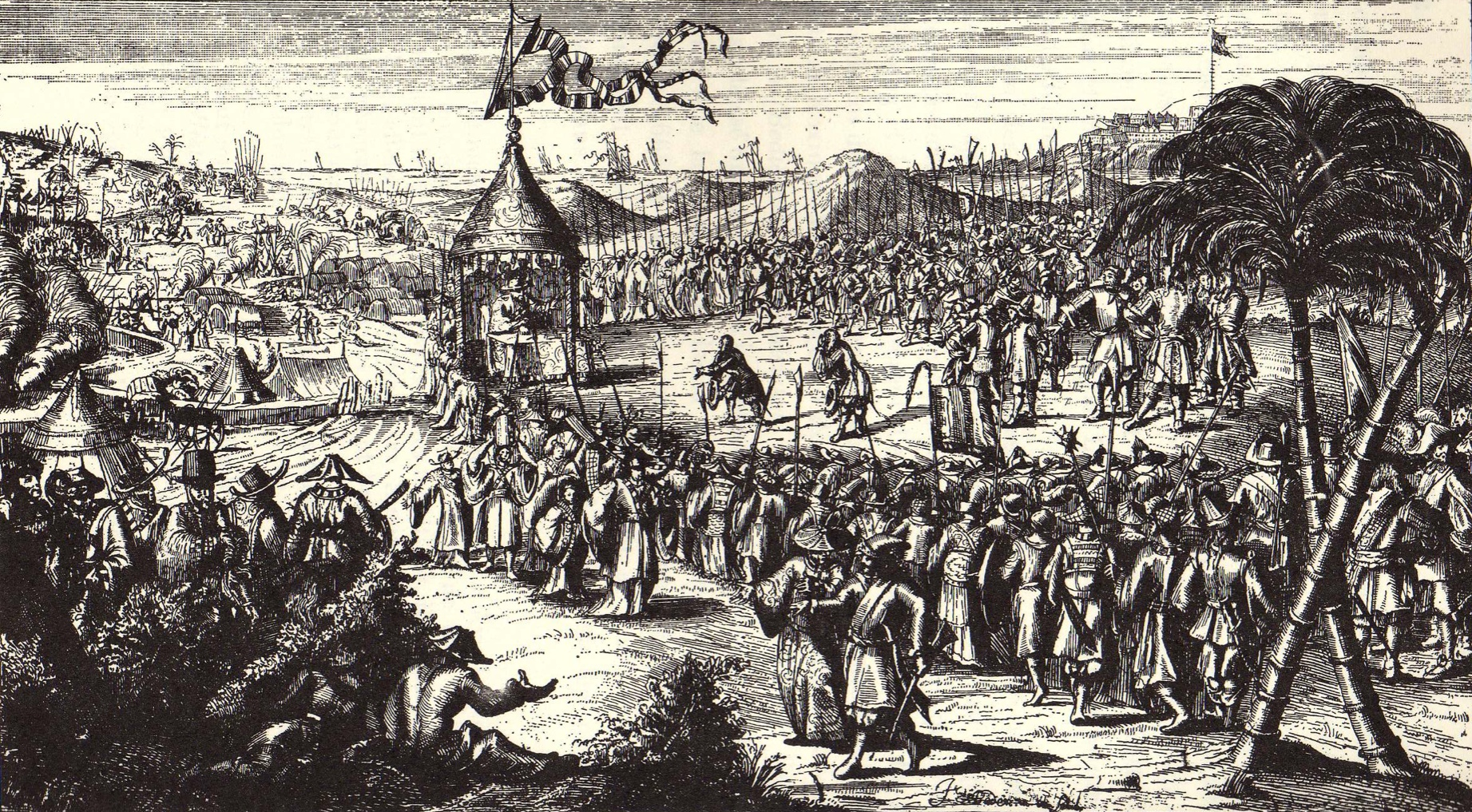
Сдача форта Zeelandia, 1661 г.

Фредерик был последним, двенадцатым по счету, голландским губернатором острова (1656—1662). Героически, в течение более, чем 9 месяцев, в 1661 году сдерживал осаду острова войском Чжэн Чэнгуна (1624—1662), самого знаменитого китайского пирата XVII века, который возглавлял силы сопротивления цинским правителям на юго-востоке Китая (европейцы называли его Коксинга).
21 апреля 1661 года флот Чжэна, состоявший из 100 кораблей с 25 тыс. солдат на борту, выдвинулся к островам Пэнхуледао и в начале мая вошел в тайваньскую бухту Луэрмынь. В бухте находилось только четыре военных корабля голландцев. Два из них были сразу же потоплены в морском бою, пара других ретировалась. Сломив береговую оборону голландцев, китайский десант штурмом взял крепость Провидение.
Затем была осаждена и крепость Зеландия, комендант которой Фредерик Койетт, располагая гарнизоном в составе до 1500 солдат, отказался капитулировать и попытался уговорить Чжэн Чэнгуна пойти на уступки. Однако Чжэн отверг предложенный выкуп и не согласился отступить.
Длительная осада крепости, отсутствие запасов провианта и питьевой воды и какой-либо военной поддержки гарнизону со стороны губернатора Батавии, закончилась подписанием в феврале 1666 года договоров о капитуляции голландцев и переходе Тайваня под власть Чжэн Чэн-гуна. Победителям передавались все крепости, оружие, товары и иное имущество Ост-Индской компании. Голландцы могли забрать с собой лишь личное имущество и провиант, а также незначительную сумму денег, после чего «отступить на корабли стройными рядами, с поднятыми знаменами, с пушечным салютом, с ружьями на плече, под бой барабанов.

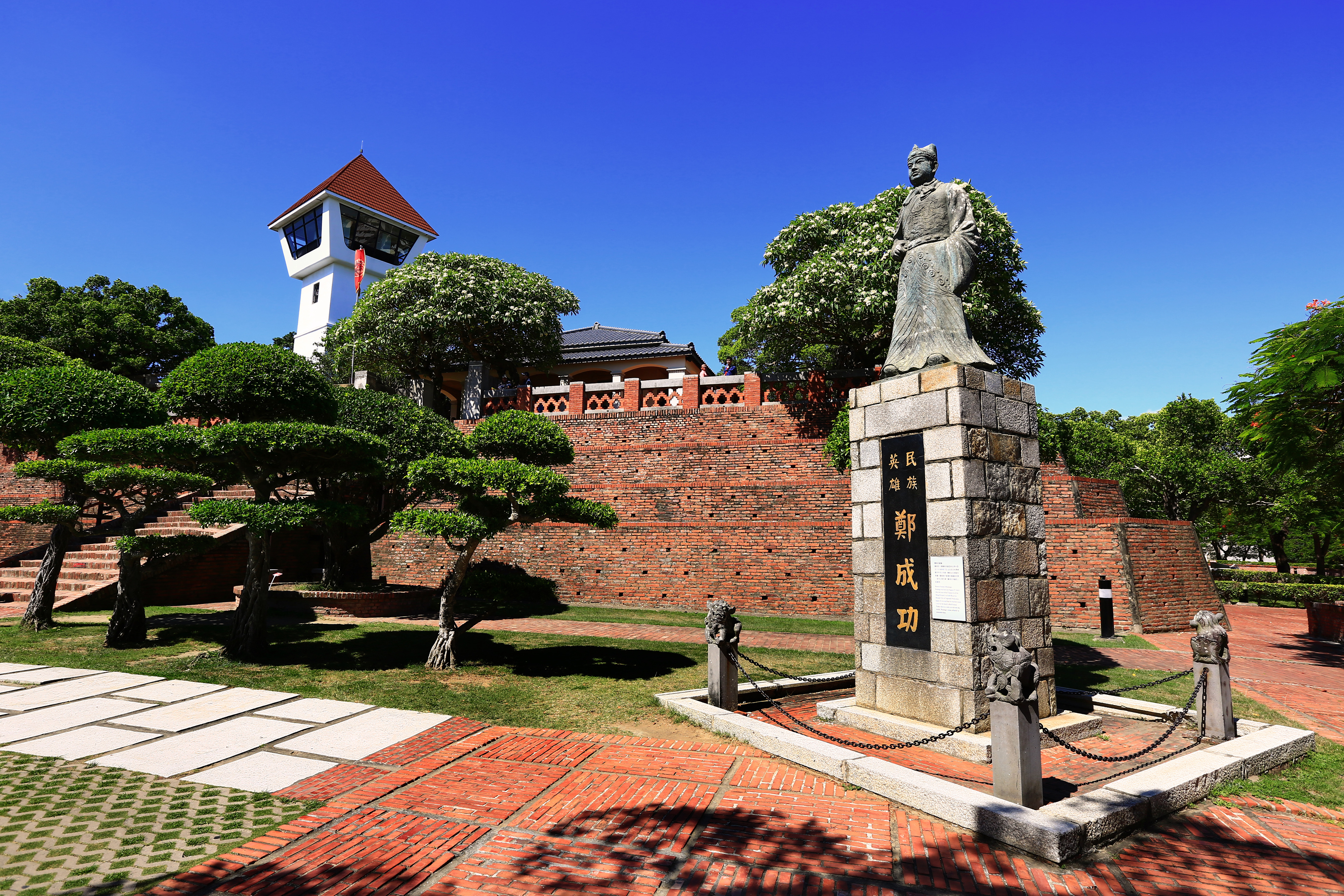
Памятник полководцу Чжэн Чэн-гуну на о. Формоза.

Несмотря на героические усилия, предпринятые по обороне форта Зеландия (который был воротами на Формозу), по прибытии в ставку Ост-Индской компании в Батавию (ныне — Джакарта), Койэтт был отдан под трибунал и по обвинению в измене был приговорен к смертной казни, которую затем заменили пожизненным заключением на острове Банда. Проведя в ссылке 12 долгих лет, Койэтт написал книгу «Потерянная Формоза», в которой указал все просчеты и халатность высших должностных лиц Голландской Ост-Индской компании, которые привели к потере острова. Например, он поведал историю о том, как в бытность Ганса Пудумана (одного из политических советников Батавии) губернатором Формозы тот был приятелем и деловым партнером императора Чжу Юлана (который всецело опирался на Чжэн Чэнгуна). Лишь спустя 12 лет, в 1674 году, пойдя навстречу просьбам его детей, принц Вильгельм III Оранский, подписал Фредерику амнистию. Чтобы его отпустили, семье Койэтта, однако, пришлось внести в казну Батавии выкуп в размере 25 000 гульденов.
В 1675 году по приезде в Амстердам Фредерик Койэтт публикует под псевдонимом «CES» (лат. Coyett et Sociis, «Койэтт и партнеры») свою монографию о Формозе, которая на сегодня признана одним из наиболее полных и достоверных источников информации о колониальных порядках в Голландской Ост-Индии, написанных от первого лица. Наделав много шуму, книга, впрочем, не навредила репутации сына опального губернатора, Бальтазара. Впоследствии она неоднократно переиздавалась на английском, французском, голландском, японском и китайском языках. Фредерик Койэтт умер в столице Нидерландов в 1687 году.

## Преемственность поколений

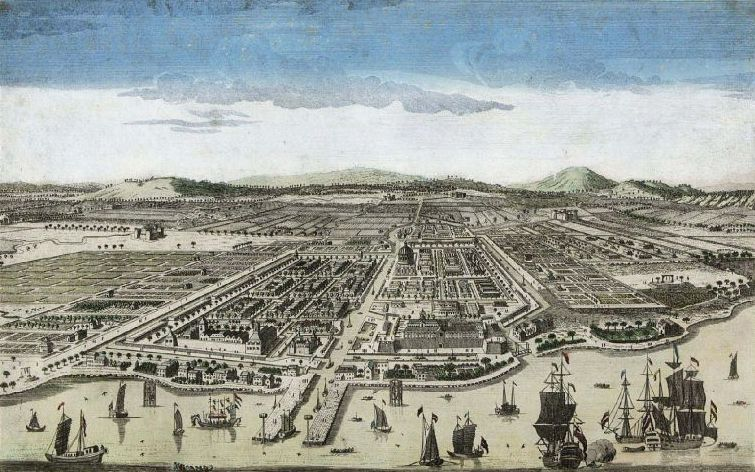
Батавия

Тринадцатым губернатором о. Формоза (который должен был сменить Ф.Койэтта) так и не стал присланный Ост-Индской компанией Герман Кленк. Увидев критическое положение острова, он так и не сошел на берег, вернувшись в Батавию. Возможно, в знак благодарности за сохраненную репутацию, он позднее составит протекцию Койэтту-младшему, познакомив его со своим братом Конрадом. В составе голландского посольства во главе с Конрадом Кленком сын Фредерика Бальтазар на два года отбывает в 1675 году в Москву.
Вскоре по возвращении из Москвы Койэтт-младший отправляется по стопам отца — в азиатские колонии Нидерландов. Бальтазар поступает службу в Ост-Индскую компанию, став в 1681 году становится секретарем созданной в 1664 г. Коллегии, которая занималась урегулированием пограничных споров, а позднее — надзором за дорогами и мостами.
В 1684 году он возвращается в Голландию (видимо, по причине болезни Фредерика, который умирает в Амтердаме в 1687 г.).
Начиная с 1687 года Койэтт уже регулярно упоминается в документах Ост-Индской компании.
Поступив на службу как Opperkoopman (то есть главный купец) он вновь прибывает в 1688 году в Батавию. В 1691 году становится «вторым» (временным) губернатором острова Банда — того самого, где отбывал ссылку его отец. В 1693 году его назначают губернатором Амбона, год спустя он становится начальником провинции (Gesaghebber) на Банде.
В 1696 году Бальтазар получил звание президента, в 1697 году — губернатора и директора о. Банда, с жалованьем в 200 флоринов в месяц, в 1700 году стал губернатором и директором Амбона. Есть, впрочем, много указаний, что Бальтазар Койэтт был человеком очень состоятельным. 1 июня 1725 году ушел в отставку по состоянию здоровья, в том же году, 19 сентября, скончался.

## Российский вектор Койэттов
Как видно из скудных биографических данных о Бальтазаре, он был ещё достаточно молодым человеком, когда приехал с Кленком в Россию. Как следует из текста его записок «Посольство Кунраада Кленка…», дворянин Бальтазар Койэтт — купец из Амстердама (как в свое время и Кленк). Будучи подчиненным Чрезвычайного посла, он выполняет, однако, исключительно почетные поручения.
Наверняка, он был приглашен в состав посольства ещё и потому, что семья его была для России не чужой: дед Бальтазара, шведский ювелир, строил для царя Монетный двор, был здесь пушечных и колокольных дел мастером, а родной брат отца — стеклозаводчиком. Очевидно, речь идет о «Елисее Коете», упоминаемом в книгах Голландского двора:
1634 г. …Умер в Москве Швед Елисей Коет, пушечный и колокольный мастер, получавший на месяц кормовых денег по 100 р.; на место его определен Фрисландец Ганц Фальк. — Сей получал на месяц кормовых по 50 р. и хотя Коета превосходил в мастерстве, но был от бояр утесняем.
Из текста «Посольства Кунраада Кленка…» вытекает, что под Москвой (неподалеку от Ново-Иерусалимского монастыря) находился стекольный завод Койэтта, двоюродного брата автора. Вероятно, его зовут также, как и деда, поскольку Схельтема, со слов Кильбургера, сообщает, что Julius Coyet имел близ Москвы бутылочный завод.
Любопытно, что голландские миссии посещают Койэттов под Новым Иерусалимом регулярно. Так, директор Голландской Ост-Индской компании Николаас Витсен в своем отчете о поездке к патриарху Никону в 1665 году говорит: van daar besoghten wy in ‘t voor by gaen de heer Coujet, welck daer omtrent een glasblaserije heeft… то есть «выехав отсюда (из Нового Иерусалима), мы мимоходом посетили господина Койэта, имеющего здесь по близости стеклянный завод».

## Семья
Мать Бальтазара, Сюзанна Будэнс умерла рано (1656). Незадолго до смерти Фредерик Койэтт женился повторно на Елене де Штерке (Helena de Sterke).
Бальтазар женился в 1681 году на Констанции Пьерард (Constantia Pierraerd) 21 мая 1654 года, в Haarlem, North Holland, The Netherlands). Для супруги это был 2-й брак (от 1-го брака с Quiryn Meyburgh у неё была дочь — Констанция). У Констанции и Бальтазара было 6 детей:
- Фредерик Юрий (Frederik Julius, 1680—1736) — также был колониальным чиновником
- Энтони Бальтазар (Anthony Balthasar, 1682—?)
- Сюзанна Джулия (Susanna Julia, 1684—?),
- Константин Август (Constantin Augustus, 1688—?)
- Сюзанна Елена (Susanna Helena, 1690—?)
- Ян Константин (Jan Constantijn, умер младенцем)[7]

Прямые потомки Койэттов сейчас живут в Бельгии. В 2006 году, накануне 350-летия передачи острова Китаю, представитель уже 14-го поколения (после Фредерика Койэтта) посетил форт Зеландия (ныне крепость Анпин), заявив о желании встретиться с потомками рода Чжэн Чэнгуна.

## Творчество
- «'t Verwaerloosde Formosa, of Waerachtig verhael, hoedanigh door verwaerloosinge der Nederlanders in Oost-Indien, het eylant Formosa, van den Chinesen Mandorijn, ende zeeroover Coxinja, overrompelt, vermeestert, ende ontweldight is geworden» (Амстердам, 1675).

## Признание
Впоследствии она неоднократно переиздавалась на английском, французском, голландском, японском и китайском языках.